# 伴流ボクシングジム
伴流ボクシングジム（ばんりゅうボクシングジム）は、東京都江東区亀戸にあるボクシングジム。

## 概要
1997年、設立。ジム名の「伴流」は先代会長団元気が「人間とは常に半人前で志半ば。努力が肝心」との意味からつけた。
2011年、これまでの亀戸1丁目から亀戸6丁目にジムを移転させた。

## 主な所属選手

### 世界王者
- 伊藤雅雪（WBO世界スーパーフェザー級）

### 東洋太平洋王者
- 伊藤雅雪（OPBFスーパーフェザー級）

### 世界ユース王者
- 伊藤雅雪（WBC世界ユースライト級）

### 現役選手
- 柳達也（日本ライト級ランカー、OPBF東洋太平洋同級ランカー、2012年度全日本スーパーフェザー級新人王）
- 石井龍誠
- 佐野篤希（第6代日本ユースフライ級王者）

### 元所属選手
他ジムへ移籍
- 伊藤雅雪（2019年5月22日付で横浜光ジムへ移籍）

引退ボクサー
- 芹江匡晋（第35代日本スーパーバンタム級王者）
- 藍田貴義（IBFアジアウェルター級王者、WBCアジアスーパーライト級王者）
- 方波見吉隆（日本スーパーライト級ランカー、2003年度東日本スーパーフェザー級新人王）